# Riera de Llémena
La riera de Llémena es un afluente del río Ter por su margen izquierdo, de orientación noroeste-sureste. Su cuenca se extiende por los municipios de Sant Aniol de Finestrás, San Martín de Liémana, Canet de Adri y San Gregorio (provincia de Gerona) en Cataluña, formando así la unidad básica geográfica del Valle del Llémena. Fue protegido en 1992 por el Plan de Espacios de Interés Natural (PEIN) de la Generalidad de Cataluña mediante el Decreto 328/1992.  Este Espacio fue declarado por primera vez como LIC en 2006, mediante el Acuerdo del Gobierno 112/2006, de 5 de septiembre, que aprobó la red Natura 2000 en Cataluña.
Queda limitado por su lado nororiental por la Sierra de Finestres, la Sierra de Portelles y el Macizo de Rocacorba y por el lado sur-occidental por la Sierra de las Medes, Los Riscos de San Roque y la Montaña de San Grau. Este curso fluvial está condicionado desde su nacimiento por la envasadora de agua mineral: «Aguas de Sant Aniol», que extrae una parte desconocida de su caudal. Aun así este arroyo tiene una calidad notable y en sus aguas se pueden encontrar anfibios, moluscos o invertebrados y otros indicadores de calidad. En el cauce hay alisos y otras especies de árboles y plantas que también denotan la calidad de los recursos. Se encuentran especies de aves como el martín pescador.

## Poblaciones que atraviesa
- Sant Aniol de Finestrás
- San Martín de Liémana
- Llorà
- San Gregorio

## Medio físico
El río Llémena nace en la sierra de Finestres y geológicamente los relieves que la conducen pertenecen a la cordillera Transversal. El espacio está formado por areniscas, margas y rocas calcáreas que sedimentaron durante el terciario. Posteriormente, la orogenia alpina alzó también este fondo marino que, después, en el período de distensión del plegamiento, se fracturó en una serie de fallas que han hecho aflorar, al sur del valle, los materiales antiguos del zócalo primario: esquistos y granitos, que configuran la sierra de Sant Grau. El valle de este río también presenta ciertas dosis de los materiales volcánicos que caracterizan la comarca de La Garrocha. A pesar de ser un río de montaña, por lo general tiene un curso tranquilo y se puede observar la geología subyacente de los guijarros y los afloramientos rocosos.

## Biodiversidad
Los diferentes microclimas existentes en el espacio dan lugar a ambientes naturales muy diversos, lo que se refleja en la elevada biodiversidad. Destacan especialmente los alisedos del valle del Llémena por su buen estado de conservación y grado de naturalidad, cualidades que permiten que se resguardado y críen especies de fauna de interés como la nutria (Lutra lutra), el barbo de montaña (Barbus meridionalis) o el cangrejo de río europeo (Austropotamobius pallipes lusitanicus).

### Vegetación y flora
La vegetación es variada: desde prados de siega montañeses (Ophioglosso-Arrhenateretum) con fresnos (Fraxinus sp) hasta alisedas (Lamio- Alnetum glutinosae). El aliso (Alnus glutinosa) es uno de los árboles más abundantes

### Fauna
Cabe señalar la nutria, el barbo de montaña y el cangrejo de río europeo . En cuanto a la fauna invertebrada, cabe mencionar la presencia de moluscos bivalvos de agua dulce los unionoides.